# حزب العمال الأسترالي
حزب العمال الأسترالي (بالإنجليزية: Australian Labor Party (ALP))‏، أيضا يعرف اختصارا باسم Labor، من أهم أحزاب الوسط اليساري في أستراليا. اصبح الحزب حزبا معارضا  على المستوى الاتحادي منذ الانتخابات الفيدرالية لعام 2013. وهو حزب فيدرالي له فروع في كل ولاية ومقاطعة. ينشط الحزب في الحكومة في ولايات فيكتوريا وكوينزلاند وأستراليا الغربية، وفي كل من إقليم العاصمة الأسترالية والإقليم الشمالي. يتنافس الحزب ضد الائتلاف الليبرالي / الوطني على المنصب السياسي على المستوى الفيدرالي وعلى مستوى الولاية وأحيانًا على المستوى المحلي. ويعتبر أقدم حزب سياسي في أستراليا.
نص دستور حزب العمال منذ فترة طويلة على أن: «حزب العمال الأسترالي هو حزب اشتراكي ديمقراطي يهدف إلى التنشئة الاجتماعية الديمقراطية للصناعة والإنتاج والتوزيع والتبادل، بالقدر الضروري للقضاء على الاستغلال وغيره من السمات المعادية للمجتمع في هذه المجالات». تم تقديم هذا «الهدف الاشتراكي» في عام 1921، ولكن تم تحديده لاحقًا من خلال هدفين آخرين: «الحفاظ على القطاع الخاص التنافسي غير الاحتكاري ودعمه» و «الحق في الملكية الخاصة». عندما فشلت حكومة شيفلي في تأميم البنوك الخاصة، لم تطبق الحكومات العمالية «التنشئة الاجتماعية الديمقراطية» لأي صناعة منذ الأربعينيات، وإنما قامت بخصخصة العديد من الصناعات مثل الطيران والمصارف. يصف البرنامج الوطني الحالي لحزب العمال الحزب بأنه «حزب ديمقراطي اجتماعي حديث».
لم يتم تأسيسه كحزب فدرالي إلا بعد الجلسة الأولى للبرلمان الأسترالي في عام 1901. ومع ذلك، يعتبر منحدِرًا من الأحزاب العمالية التي تأسست في المستعمرات الأسترالية المختلفة من قبل الحركة العمالية الناشئة في أستراليا، انطلق رسميًا في عام 1891. تنافست أحزاب العمال الاستعمارية على المقاعد من عام 1891، والمقاعد الفيدرالية بعد اتحاد استراليا في الانتخابات الفيدرالية لعام 1901. شكل حزب العمال الأسترالي أول حكومة حزب عمال في العالم وكذلك أول حكومة اجتماعية ديمقراطية في العالم على المستوى الوطني. كان حزب العمال أول حزب في أستراليا يفوز بأغلبية في كل من مجلسي البرلمان الأسترالي وفي الانتخابات الفيدرالية لعام 1910. على المستوى الفيدرالي ومستوى الولاية / المستعمرة، يسبق حزب العمال الأسترالي من بين أمور أخرى، كل من حزب العمال البريطاني وحزب العمال النيوزيلندي في تشكيل الحزب والحكومة وتنفيذ السياسة. على الصعيد الدولي، يعد الحزب أيضا عضوًا في شبكة التحالف التقدمي للأحزاب الاشتراكية الديمقراطية، بعد أن كان عضوًا في الأممية الإشتراكية.

## الاسم والتهجئة
في اللغة الأساسية الإنجليزية الأسترالية، فإن كلمة «العمال Labour» مكتوبة مع ⟨u⟩ (الكثير من الكلمات الإنجليزية الأسترالية نقوم على اللغة الإنجليزية البريطانية). ومع ذلك، يستخدم الحزب السياسي في اسمه كلمة "Labor"، دون ⟨u⟩. لم يكن هناك في الأصل أي تهجئة موحدة لاسم الحزب، مع استخدام "Labor" و "Labour" على حد سواء. وفقًا لروس ماك مولين، الذي كتب تاريخًا رسميًا لحزب العمال، استخدمت صفحة العنوان لوقائع المؤتمر الاتحادي تهجئة "Labor" في 1902، و "Labour" في 1905 و 1908، ثم "Labor" من عام 1912 فصاعدًا. في عام 1908، قدم جيمس كاتس اقتراحًا في المؤتمر الفيدرالي باعتماد اسم الحزب باستعمال العبارة (Labour)، والذي تم الموافقة عليه بـ 22 صوتًا مقابل صوتين. تم رفض اقتراح منفصل يوصي فروع الدولة بتبني الاسم. لم يكن هناك توحيد لأسماء الأحزاب حتى عام 1918، عندما حل الإشكال المؤتمر الاتحادي الذي أوجب على فروع الدولة اعتماد التهجئة (Labor) - مكتوبة الآن دون ⟨u⟩ سبق لكل فرع من الولايات استخدام اسم مختلف، بسبب أصوله المختلفة لكنه بات موحداً.
وعلى الرغم من حزب العمال الإشتراكي تبنى رسميا التهجئة الإملائية دون ⟨u⟩ استغرق الأمر عقودا للأمر الرسمي لتحقيق قبول واسع النطاق. وفقًا لماكمولين، «كانت الطريقة التي تم بها تهجئة» حزب العمال (Labor)«أكثر ارتباطًا بالفصل الذي انتهى به الأمر إلى أن يكون مسؤولًا عن طباعة تقرير المؤتمر الفيدرالي من أي سبب آخر». وقد أرجعت بعض المصادر الخيار الرسمي لـ "Labor" إلى أنه تأثير من الملك أومالي، الذي ولد في الولايات المتحدة وكان من المدافعين عن الإصلاح الإملائي الذي يعتبر الكلمة دون ⟨u⟩ هو النموذج الأساسي في اللغة الإنجليزية الأمريكية. وقد أشير إلى أن اعتماد التدقيق الإملائي دون ⟨u⟩، تخدم الغرض من التفريق بين الحزب والحركة العمالية الأسترالية ككل والتي تميزه عن الأحزاب العمالية الأخرى للإمبراطورية البريطانية. قرار إدراج كلمة «الأسترالي» في اسم الحزب - وليس مجرد اسم «حزب العمال» كما هو الحال في المملكة المتحدة - يُنسب إلى «الأهمية القومية الكبرى لمؤسسي الأحزاب الاستعمارية».

## قادة البرلمان الاتحادي
أنتوني ألبانيز هو زعيم حزب العمال الفيدرالي، الذي خدم منذ 30 مايو 2019. نائب القائد هو ريتشارد مارليس، الذي ينشط أيضًا منذ 30 مايو 2019.

## قادة برلمانات الولاية والأقاليم العمالية
فيما يلي القادة الحاليون لفروع العمل في الولايات والأقاليم:
| فرع شجرة | فرع شجرة                   | زعيم               | نائب القائد   | نواب    | حكومة                            |
| -------- | -------------------------- | ------------------ | ------------- | ------- | -------------------------------- |
|          | حزب العمل في نيو ساوث ويلز | جودي مكاي          | ياسمين كاتلي  | 36 / 93 | المعارضة                         |
|          | حزب العمل الفيكتوري        | دانيال اندروز      | جيمس ميرلينو  | 55 / 88 | حكومة الأغلبية                   |
|          | حزب العمل في كوينزلاند     | أناستازيا بالاستوك | جاكي طراد     | 47 / 93 | حكومة الأغلبية                   |
|          | حزب العمل الغربي الاسترالي | مارك ماكجوان       | روجر كوك      | 40 / 59 | حكومة الأغلبية                   |
|          | حزب العمل في جنوب أستراليا | بيتر مالينوسكاس    | إغلاق سوزان   | 19 / 47 | المعارضة                         |
|          | حزب العمل التسماني         | ريبيكا وايت        | ميشيل أوبيرن  | 9 / 25  | المعارضة                         |
|          | حزب العمال ACT             | أندرو بار          | إيفيت بيري    | 12 / 25 | الحكومة الائتلافية مع ACT Greens |
|          | حزب العمل للإقليم الشمالي  | مايكل جونر         | نيكول مانيسون | 15 / 25 | حكومة الأغلبية                   |

## نتائج الانتخابات الفيدرالية
| انتخابات                              | زعيم                    | المقاعد الفائزة | ±    | مجموع الأصوات | %      | موقف           |
| ------------------------------------- | ----------------------- | --------------- | ---- | ------------- | ------ | -------------- |
| الانتخابات الفيدرالية الأسترالية 1901 | كريس واتسون             | 14 / 75         | ▲ 14 | 79,736        | 15.76% | طرف ثالث       |
| الانتخابات الفيدرالية الأسترالية 1903 | كريس واتسون             | 22 / 75         | ▲ 7  | 223,163       | 30.95% | طرف ثالث       |
| الانتخابات الفيدرالية الأسترالية 1906 | كريس واتسون             | 26 / 75         | ▲ 4  | 348,711       | 36.64% | طرف ثالث       |
| الانتخابات الفيدرالية الأسترالية 1910 | أندرو فيشر              | 42 / 75         | ▲ 16 | 660,864       | 49.97% | حكومة الأغلبية |
| الانتخابات الفيدرالية الأسترالية 1913 | أندرو فيشر              | 37 / 75         | ▼ 5  | 921,099       | 48.47% | معارضة         |
| الانتخابات الفيدرالية الأسترالية 1914 | أندرو فيشر              | 42 / 75         | ▲ 5  | 858,451       | 50.89% | حكومة الأغلبية |
| الانتخابات الفيدرالية الأسترالية 1917 | فرانك تودور             | 22 / 75         | ▼ 20 | 827,541       | 43.94% | معارضة         |
| الانتخابات الفيدرالية الأسترالية 1919 | فرانك تودور             | 26 / 75         | ▲ 4  | 811,244       | 42.49% | معارضة         |
| الانتخابات الفيدرالية الأسترالية 1922 | ماثيو تشارلتون          | 29 / 75         | ▲ 3  | 665,145       | 42.30% | معارضة         |
| الانتخابات الفيدرالية الأسترالية 1925 | ماثيو تشارلتون          | 23 / 75         | ▼ 6  | 1,313,627     | 45.04% | معارضة         |
| الانتخابات الفيدرالية الأسترالية 1928 | جايمس سكولين            | 31 / 75         | ▲ 8  | 1,158,505     | 44.64% | معارضة         |
| الانتخابات الفيدرالية الأسترالية 1929 | جايمس سكولين            | 46 / 75         | ▲ 15 | 1,406,327     | 48.84% | حكومة الأغلبية |
| الانتخابات الفيدرالية الأسترالية 1931 | جايمس سكولين            | 14 / 75         | ▼ 32 | 859,513       | 27.10% | معارضة         |
| الانتخابات الفيدرالية الأسترالية 1934 | جايمس سكولين            | 18 / 74         | ▲ 4  | 952,251       | 26.81% | معارضة         |
| الانتخابات الفيدرالية الأسترالية 1937 | جون كيرتن               | 29 / 74         | ▲ 11 | 1,555,737     | 43.17% | معارضة         |
| الانتخابات الفيدرالية الأسترالية 1940 | جون كيرتن               | 32 / 74         | ▲ 3  | 1,556,941     | 40.16% | معارضة         |
| الانتخابات الفيدرالية الأسترالية 1940 | جون كيرتن               | 32 / 74         | ▲ 3  | 1,556,941     | 40.16% | حكومة الأقليات |
| الانتخابات الفيدرالية الأسترالية 1943 | جون كيرتن               | 49 / 74         | ▲ 17 | 2,058,578     | 49.94% | حكومة الأغلبية |
| الانتخابات الفيدرالية الأسترالية 1946 | بن شيفلي                | 43 / 75         | ▼ 6  | 2,159,953     | 49.71% | حكومة الأغلبية |
| الانتخابات الفيدرالية الأسترالية 1949 | بن شيفلي                | 47 / 121        | ▲ 4  | 2,117,088     | 45.98% | معارضة         |
| الانتخابات الفيدرالية الأسترالية 1951 | بن شيفلي                | 52 / 121        | ▲ 5  | 2,174,840     | 47.63% | معارضة         |
| الانتخابات الفيدرالية الأسترالية 1954 | هيربرت فير إيفات        | 57 / 121        | ▲ 5  | 2,280,098     | 50.03% | معارضة         |
| الانتخابات الفيدرالية الأسترالية 1955 | هيربرت فير إيفات        | 47 / 122        | ▼ 10 | 1,961,829     | 44.63% | معارضة         |
| الانتخابات الفيدرالية الأسترالية 1958 | هيربرت فير إيفات        | 45 / 122        | ▼ 2  | 2,137,890     | 42.81% | معارضة         |
| الانتخابات الفيدرالية الأسترالية 1961 | آرثر كالويل             | 60 / 122        | ▲ 15 | 2,512,929     | 47.90% | معارضة         |
| الانتخابات الفيدرالية الأسترالية 1963 | آرثر كالويل             | 50 / 122        | ▼ 10 | 2,489,184     | 45.47% | معارضة         |
| الانتخابات الفيدرالية الأسترالية 1966 | آرثر كالويل             | 41 / 124        | ▼ 9  | 2,282,834     | 39.98% | معارضة         |
| الانتخابات الفيدرالية الأسترالية 1969 | غوف وايتلام             | 59 / 125        | ▲ 18 | 2,870,792     | 46.95% | معارضة         |
| الانتخابات الفيدرالية الأسترالية 1972 | غوف وايتلام             | 67 / 125        | ▲ 8  | 3,273,549     | 49.59% | حكومة الأغلبية |
| الانتخابات الفيدرالية الأسترالية 1974 | غوف وايتلام             | 66 / 127        | ▼ 1  | 3,644,110     | 49.30% | حكومة الأغلبية |
| الانتخابات الفيدرالية الأسترالية 1975 | غوف وايتلام             | 36 / 127        | ▼ 30 | 3,313,004     | 42.84% | معارضة         |
| الانتخابات الفيدرالية الأسترالية 1977 | غوف وايتلام             | 38 / 124        | ▲ 2  | 3,141,051     | 39.65% | معارضة         |
| الانتخابات الفيدرالية الأسترالية 1980 | بيل هايدن               | 51 / 125        | ▲ 13 | 3,749,565     | 45.15% | معارضة         |
| الانتخابات الفيدرالية الأسترالية 1983 | بوب هوك (سياسي أسترالي) | 75 / 125        | ▲ 24 | 4,297,392     | 49.48% | حكومة الأغلبية |
| الانتخابات الفيدرالية الأسترالية 1984 | بوب هوك (سياسي أسترالي) | 82 / 148        | ▲ 7  | 4,120,130     | 47.55% | حكومة الأغلبية |
| الانتخابات الفيدرالية الأسترالية 1987 | بوب هوك (سياسي أسترالي) | 86 / 148        | ▲ 4  | 4,222,431     | 45.76% | حكومة الأغلبية |
| الانتخابات الفيدرالية الأسترالية 1990 | بوب هوك (سياسي أسترالي) | 78 / 148        | ▼ 8  | 3,904,138     | 39.44% | حكومة الأغلبية |
| الانتخابات الفيدرالية الأسترالية 1993 | بول كيتنغ               | 80 / 148        | ▲ 2  | 4,751,390     | 44.92% | حكومة الأغلبية |
| الانتخابات الفيدرالية الأسترالية 1996 | بول كيتنغ               | 49 / 148        | ▼ 31 | 4,217,765     | 38.69% | معارضة         |
| الانتخابات الفيدرالية الأسترالية 1998 | كيم بيزلي               | 67 / 148        | ▲ 18 | 4,454,306     | 40.10% | معارضة         |
| الانتخابات الفيدرالية الأسترالية 2001 | كيم بيزلي               | 65 / 150        | ▼ 2  | 4,341,420     | 37.84% | معارضة         |
| الانتخابات الفيدرالية الأسترالية 2004 | مارك لاذام              | 60 / 150        | ▼ 5  | 4,408,820     | 37.63% | معارضة         |
| الانتخابات الفيدرالية الأسترالية 2007 | كيفن رود                | 83 / 150        | ▲ 23 | 5,388,184     | 43.38% | حكومة الأغلبية |
| الانتخابات الفيدرالية الأسترالية 2010 | جوليا غيلارد            | 72 / 150        | ▼ 11 | 4,711,363     | 37.99% | حكومة الأقليات |
| الانتخابات الفيدرالية الأسترالية 2013 | كيفن رود                | 55 / 150        | ▼ 17 | 4,311,365     | 33.38% | معارضة         |
| الانتخابات الفيدرالية الأسترالية 2016 | بيل شورتن               | 69 / 150        | ▲ 14 | 4,702,296     | 34.73% | معارضة         |
| الانتخابات الفيدرالية الأسترالية 2019 | بيل شورتن               | 68 / 151        | ▼ 1  | 4,752,631     | 33.34% | معارضة         |

## الجهات المانحة
للسنة المالية 2015-2016، كان المانحون العشرة الذين تم الكشف عنهم إلى ALP هم اتحاد الخدمات الصحية NSW (389000 دولار أمريكي)، Village Roadshow (257000 دولار أمريكي)، اتحاد التجارة الكهربائية الأسترالية (171000 دولار أمريكي)، الرابطة الوطنية لتأجير السيارات وتعبئة الرواتب (153000 دولار أمريكي)) و Westfield Corporation (150.000 دولار) و Randazzo C&G Developments (120.000 دولار) و Macquarie Telecom (113000 دولار) و Woodside Energy (110.000 دولار) ومجموعة أستراليا ونيوزيلندا المصرفية المحدودة (100000 دولار) و Ying Zhou (100000 دولار).
ويتلقى حزب العمل أيضا تمويلا لم يتم الكشف عنه من خلال عدة طرق، مثل «الكيانات المرتبطة». يعتبر John Curtin House و Industry 2020 و IR21 و Happy Wanderers Club كيانات تم استخدامها لتحويل التبرعات لحزب العمال دون الكشف عن المصدر.
وجد تقرير عام 2019 يدعي أن حزب العمل تلقى 33000 دولار من الجماعات الموالية للبنادق خلال فترات 2011-2018، مما يهدد بتقويض قوانين مراقبة الأسلحة الأسترالية. ومع ذلك، تلقى التحالف أكثر من 82000 دولار في شكل تبرعات من الجماعات الموالية للبنادق، وهو ما يضاعف تقريبا من المتبرعين المؤيدين لحزب العمال.

## روابط خارجية
- الموقع الرسمي
- قواعد فرع حزب العمل الأسترالي الفيكتوري، أبريل 2013